# Aporrhais serresianus
Espèce
Aporrhais serresianus ou Aporrhais serresiana est une espèce de mollusques gastéropodes de la famille des Aporrhaidae. Elle a été observée dans l'est de l’Atlantique et en Méditerranée. Les membres de l'espèce mesurent en moyenne 3,5 cm de long. 

## Source
- Arianna Fulvo et Roberto Nistri (2005). 350 coquillages du monde entier. Delachaux et Niestlé (Paris) : 256 p.  (ISBN 2-603-01374-2)